# Danka Dimitrijević
Danka Dimitrijević (Kraljevo, 21. decembar 1979) srpska je vizuelna umetnica. Svoje slike, slike-skulpture i crteže predstavlja samostalno i kolektivno u zemlji i inostranstvu.

## Biografija
Danka Dimitrijević je rođena u Kraljevu 1979. godine, gde je završila Osnovnu školu i gimnaziju. Diplomirala je 2002. godine i magistrirala 2005. godine na Fakultetu likovnih umetnosti  u Beogradu, smer Slikarstvo. Doktorirala je 2012. godine na Fakultetu likovnih umetnosti u Beogradu na smeru Slikarstvo. Član je ULUS-a (Udruženje likovnih umetnika Srbije) i samostalni umetnik od 2004. godine.
Učestvovala je na rezidencijalnim programima i simpozijumima  u Francuskoj, Španiji, Belgiji, Slovačkoj i Sloveniji. Izlagala je na internacionalnim umetničkim sajmovima u Mađarskoj, Nemačkoj i Grčkoj. Njeni radovi nalaze se u kolekcijama Wiener Städtische (Austrija), Copelouzos Family Art Museum (Grčka) i Glo’Art (Belgija) kao i mnogim privatnim kolekcijama.
Organizator je i kordinator za vizuelnu umetnost na književnom festivalu „ŠUŠUR! Festival od riči” u gradu Korčuli u Hrvatskoj. Član je saveta Galerije TransformArt u Beogradu. Nagrađivana je od strane Jugoslovenske galerije umetničkih dela u Beogradu nagradom „Perspektive XXIX”. Živi i radi u Beogradu.

## Prezentacije i izložbe

### Samostalne izložbe
Svoje radove samostalno izlaže od 2003. godine:
- 2023. Izložba „Odiseja 2023”, TransformArt Galerija, Beograd[3][4]
- 2022. Izložba „Pad Nove Atlantide”, Galerija Boris, Pariz[5][6]
- 2022. Izložba „Priroda”, Galerija Haos, Beograd[7]
- 2022. Izložba „Društvo”, Galerija Sanjaj, Beograd[8]
- 2020. Izložba  „Shades of blue and purple” , Ambasada SAD u Beogradu
- 2017. Izložba „Dobro jutro ljudi nastavlja se rat” , TransformArt Galerija, Beograd
- 2016. Izložba „Matematika je jasna” , Galerija Art for all, Beograd
- 2016. Retrospektivna izložba „Revolutionary Song”, Narodni muzej Kraljevo, Kraljevo
- 2015. Izložba „Bonjour madame”, Galerija SULUJ, Beograd
- 2014. Izložba „Open Studio”, Cité internationale des Arts, Pariz
- 2012. Izložba „Próxima estación”, Galerija KC Grad, Beograd
- 2011. Doktorska izložba „Orgon”, Galerija FLU, Beograd[9]
- 2011. Izložba crteža, Galerija Kulturnog centra Ribnica, Kraljevo
- 2009. Izložba slika, Galerija Mostovi Balkana, Kragujevac
- 2008. Izložba slika „DNK”, Galerija Stara kapetanija, Beograd
- 2006. Slike, Galerija Zadužbine Ilije M. Kolarca, Beograd
- 2005. Izložba slika „Red Lady”, Galerija niškog kulturnog centra, Niš
- 2005. Magistarska izložba slika, Galerija FLU, Beograd
- 2005. Instalacija „Anamorfoza”, Galerija VIP u SKC-u, Beograd
- 2004. Izložba crteža, Art Gallery, Sveti Stefan, Crna Gora
- 2003. Izložba slika, Galerija Marko K. Gregović, Petrovac na moru, Crna Gora
- 2003. Izložba slika i crteža, Galerija  Vladislav Maržik, Kraljevo

### Kolektivne izložbe (značajnije)
- 2022.  Umetnički sajam „Art Market Budapest”, Budimpešta, Mađarska
- 2022.  Izložba „Magija crteža 1932-2022”, ModernA Galerija u Valjevu, Srbija
- 2022.  Izložba bijenale „Likovna jesen 2022”, Galerija savremene umetnost, Sombor
- 2019.  Umetnički sajam „C.A.R. INNOVATIVE ART FAIR”, Esen, Nemačka
- 2019.  Izložba „Hidden heritage”, Golubačka Tvrđava, Golubac
- 2019.  Umetnički sajam  „Platforms Project”, Atina, Grčka
- 2010.  Izložba „Nord Art” KiC Art u Carlshütte, Büdelsdorf, Nemačka
- 2008.  Savremeni crtež ’08. Henkel art award, Kuća legata, Beograd
- 2007.   Izložba Niš Art Fondation u Nišu, Beogradu i Novom Sadu

## Rezidencijalni programi i simpozijumi u inostranstvu
- 2023. Rezidens Brinovka, Tenmnica, Slovenija
- 2014. Rezidens Cité internationale des Arts, Pariz, Francuska
- 2014. Simpozijum Multipoint, Slovačka
- 2014. , Global Art Center, Belgija
- 2012. , Barselona, Španija

| „ | Danke Dimitrijević poziva na povratak prirodi. Tvrdnja da je umetnost ogledalo stvarnosti je jedna od najčešće ponavljanih opštih mesta teorije umetnosti. Ona je iznedrila mnoštvo pisanih i vizuelnih radova koji su je dokazivali ili opovrgavali. Danas više nije pitanje da li je ova tvrdnja istinita, već je upitna i sama stvarnost. Ona je danas podjednako i iza brojnih ekrana. Ptice su jedan od najočitijih primera našeg gubitka veze sa prirodom. Nekada se na osnovu ptica merilo vreme, određivala se smena godišnjih doba i dužina trajanja nastupajućeg klimatskog perioda. Danas čovek više ne posmatra ptice, one posmatraju nas. Napuštanjem posmatranja prirode izgubili smo i moć predviđanja, pa nespremno dočekujemo tragedije koje smo proizveli. Ukoliko je nekada postojao zahtev da umetnost bude ogledalo stvarnosti, zatim da kritički odrazi stvarnost, pa da stvara sopstvenu stvarnost; u Dankinom radu prepoznajemo jednu novu težnju – da vrati čoveka stvarnosti. Umetnost je osećaj prisustva kada u senci koju drvo baca na zgradu pronađeš neki oblik. Katalog izložbe „Priroda”, Galerija Haos, Beograd: Jovana Pikulić, istoričarka umetnosti | ” |

## Spoljašnje veze
- Zvanična prezentacija
- „FADO – UMETNIČKI RUKOPIS DANKE DIMITRIJEVI”. RYL magazin. Приступљено 7. 3. 2024.
- „Umetnički leksikon – Danka Dimitrijević”. Vuk Vučković. Приступљено 7. 3. 2024.
- „Danka Dimitrijević:Intervju”. o30ne. Приступљено 7. 3. 2024.